# Sonata per a violoncel i piano núm. 1 (Weinberg)
La Sonata per a violoncel i piano núm. 1 en do major, op. 21, va ser composta per Mieczysław Weinberg el 1945.

## Moviments
- I. Lento ma non troppo
- II. Un poco moderato – Lento ma non troppo

## Origen i context
Durant els dos anys i mig que varen seguir a l'arribada a Moscou l'agost de 1943, Weinberg es va dedicar a compondre música de cambra. D'aquest període són el Tercer, Quart i Cinquè Quartet de corda, tots tres àmpliament desenvolupats i densos d'inventiva; a més d'un excel·lent Quintet per a piano, el Trio per a piano i la Sonata per a clarinet. També ho va ser aquesta Primera Sonata per a violoncel i piano, que aparentment no es va estrenar fins al 2 de desembre de 1962, per Danil Xafran acompanyat de Nina Musinian.